# Kristo Shuli
Kristo Shuli, plné jméno Kristo Panajot Shuli, také známý jako Kristo Sulidhi (1858 Marjan – 1938 Korçë), byl albánský fotograf a básník působící na konci 19. a počátku 20. století.

## Životopis
Narodil se v roce 1858 ve vesnici Marjan v regionu Opari (nyní součást obce Maliq v Korçë, v jihovýchodní Albánii). Emigroval do Řecka, kde psal pro magazíny vydavatele Anastase Kulluriotiho Hlas Albánie a Týden. Jednou z jeho nejdůležitějších básní byla balada o 150 verších s názvem Albánci bojující v Gucii. Vrátil se do Albánie a pracoval v Korçë jako fotograf. Jednou z jeho nejvýznamnějších fotografií je ta, která dokumentuje první albánskou školu otevřenou v roce 1887 (na fotografii datováno 1889).
Shuli byl také známý fotografováním mnoha lidí zapojených do renesančního hnutí, jako jsou známí bojovníci za svobodu Shahin Matraku a Kajo Babeni, čímž se stal jedním z propagandistů hnutí. V roce 1892 Shul odcestoval do Skadaru, aby se setkal s fotografy Kelem Marubim a Kolëm Idromenou, s nimiž sdílel své profesní dovednosti. Shuli byl švagrem známého albánského fotografa Kristaqa Sotiriho, který se od Shuliho naučil fotografovat.
Albánská vláda Krista Shuliho posmrtně vyznamenala za jeho vlastenecké aktivity.

## Galerie

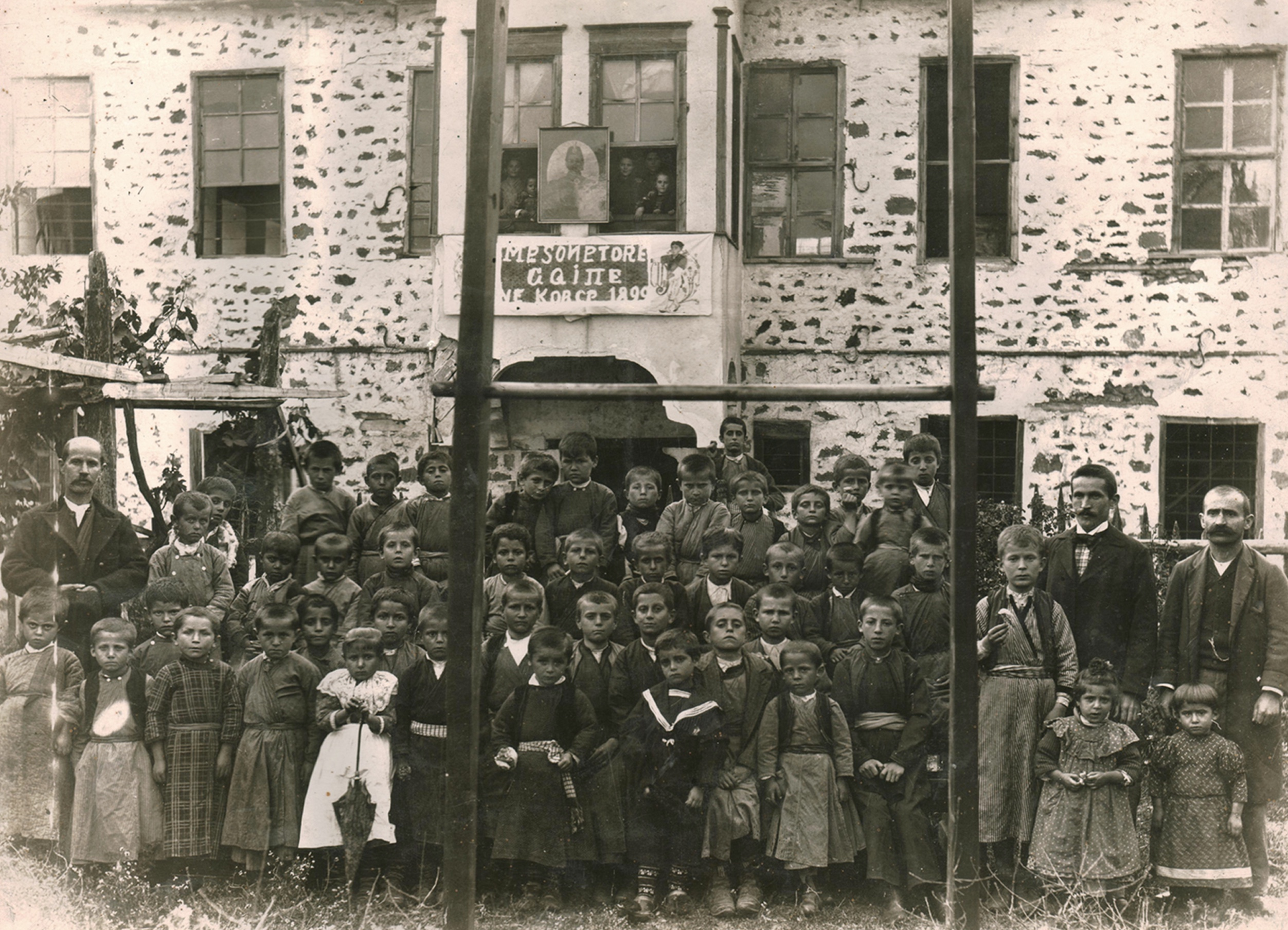
První oficiálně uznaná albánská škola pro chlapce, Korçë, 1899. Ředitel Nuçi Naçi, učitelé Thanas Nona a Kristo Vodica a studenti
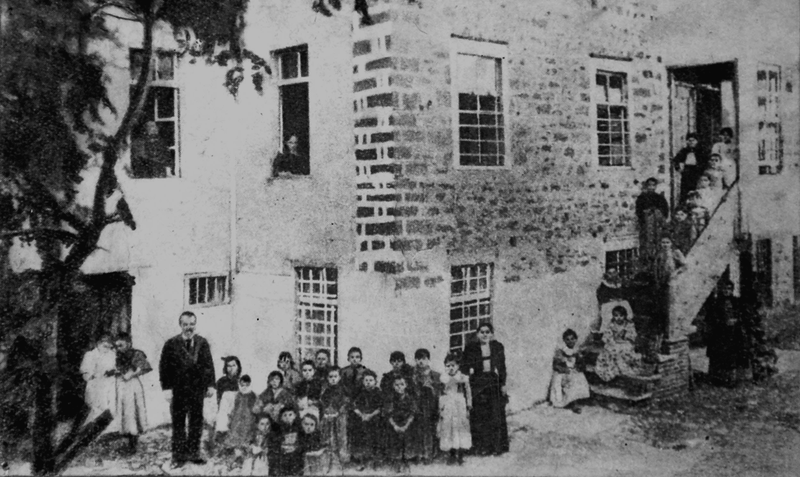
První albánská škola pro dívky, Korçë, 1899. Učitelé Poliksena Luarasi a Thanas Sina se studentkami